# 里茨格里斯科格爾山

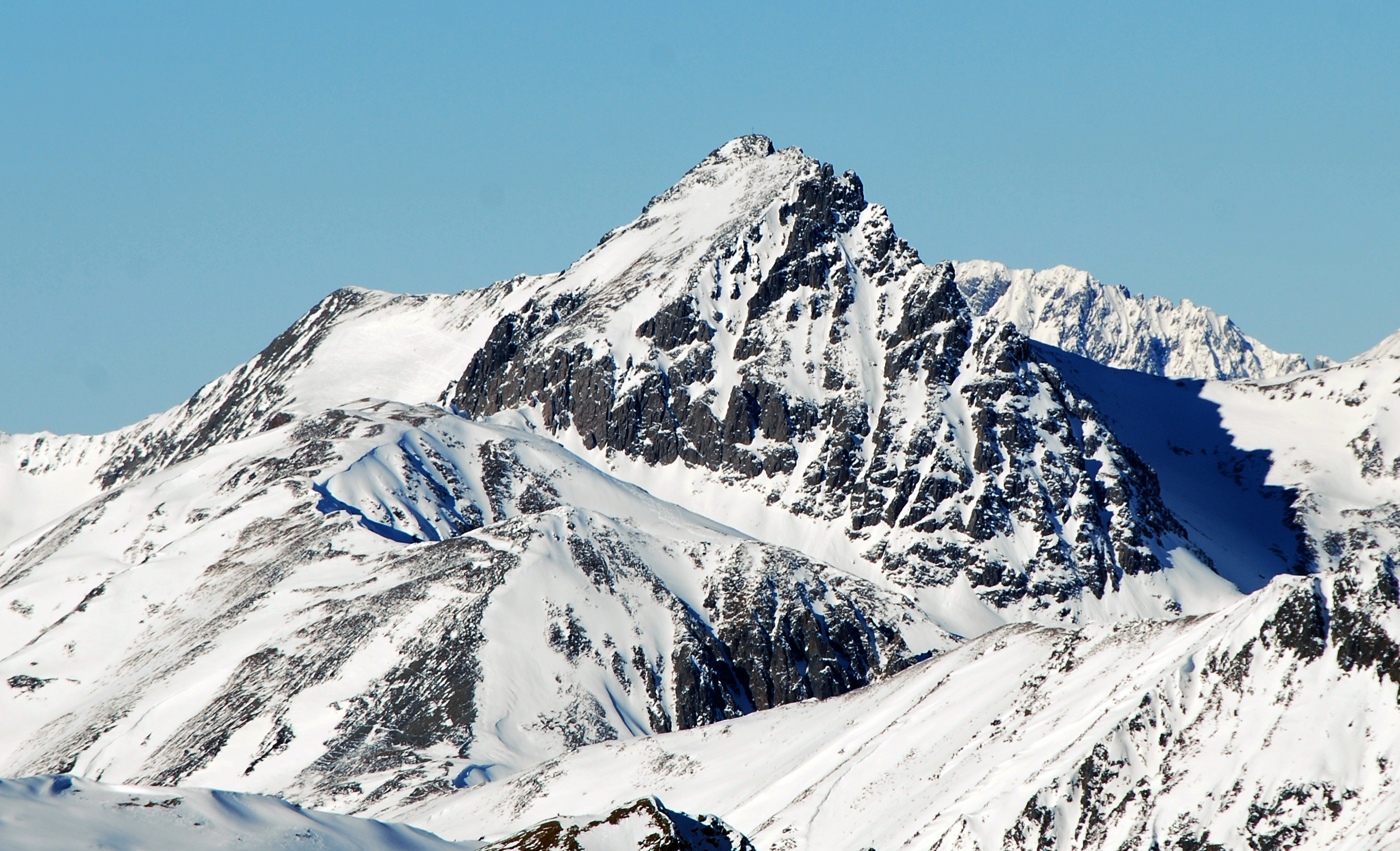

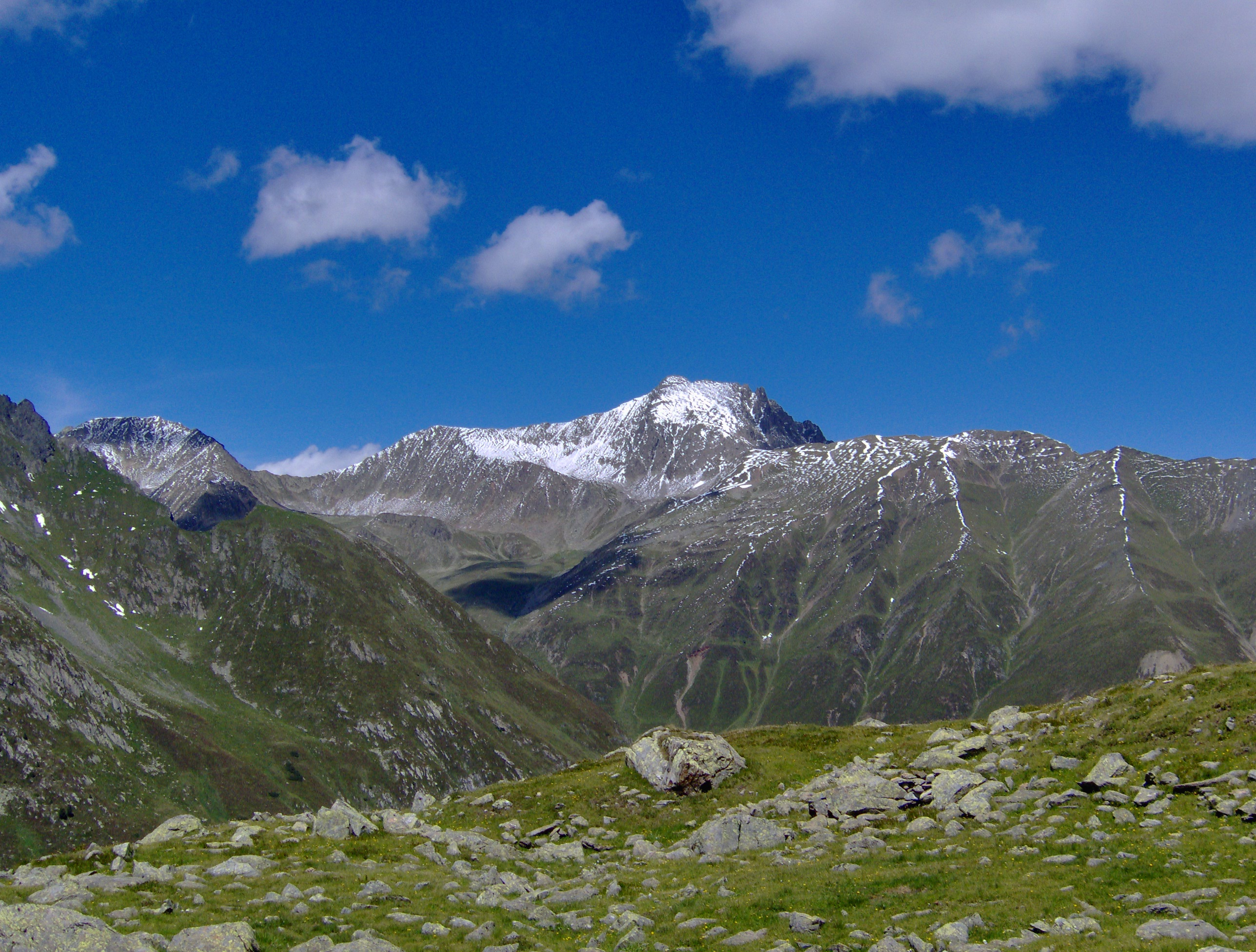

47°14′45″N 11°3′31″E / 47.24583°N 11.05861°E
里茨格里斯科格爾山（德語：Rietzer Grießkogel），是奧地利的山峰，位於該國西部，由蒂羅爾州負責管轄，屬於斯圖拜阿爾卑斯山脈的一部分，距離茨沃爾弗科格爾山7.1公里，海拔高度2,884米，每年平均降雨量1,666毫米。